# Y.M.C.A. (canción)
«Y.M.C.A.», cuyas siglas aluden a Young Men’s Christian Association, es una canción del grupo estadounidense de música disco Village People. Fue lanzado por Casablanca Records como único sencillo de su tercer álbum de estudio Cruisin' en noviembre de 1978. 
La canción alcanzó el número 1 la lista Billboard Hot 100 de Estados Unidos en noviembre de 2024, a los pocos días de la elección de Donald J. Trump, quien la popularizó bailándola discursos políticos a partir de 2020.  Antiguamente, había alcanzado el #2 a principios de 1979 y llegó al número 1 en la UK Singles Chart del Reino Unido también en 1979.
De manera similar, alcanzó el número uno en varios países como Alemania, Australia, Bélgica, Canadá, Países Bajos, Suecia, Irlanda, Italia, Nueva Zelanda y Suiza, convirtiéndose en el mayor éxito del grupo. 
Es uno de los pocos sencillos que han vendido 10 millones (o más) de copias en todo el mundo. Un popurrí con "Cop Hot" alcanzó el número 2 en el Billboard's Dance Music Dance / Club Singles Play.

## Controversia
Victor Willis, coescritor de la canción y cantante principal del grupo "The Village People", declaró en 2024 que en ningún momento se trata de un himno de los homosexuales. Acotó que, cuando escribió la letra en los 1970, él ni se enteraba si los había en los clubes del YMCA. También aclaró que cuando la letra de la canción hace referencia a "pasarla con los otros chicos" se refiere al hábito de los de tez morena en EE. UU. de congregarse para "deportes, apuestas o similares," y que ello nada de homosexual tiene.
Dado que la Young Men's Christian Association (YMCA) es una asociación cristiana que se dedica a la ayuda y orientación de los jóvenes, se sintió afectada porque un grupo homosexual le dedicara una canción, lo que la llevó a demandar a Village People. Sin embargo, la demanda fue retirada tras un acuerdo económico.

## Posicionamiento en listas y certificaciones
| Lista (1979)                           | Mejor posición |
| -------------------------------------- | -------------- |
| Alemania (Offizielle Deutsche Charts)  | 1              |
| Australia (Kent Music Report)          | 1              |
| Austria (Ö3 Austria Top 40)            | 1              |
| Bélgica (Flandes) (Ultratop 50)        | 1              |
| Canadá (RPM Top Singles)               | 1              |
| Estados Unidos (Billboard Hot 100)     | 2              |
| Estados Unidos (Hot R&B/Hip-Hop Songs) | 32             |
| Estados Unidos (Hot Dance Club Songs)  | 2              |
| Francia (SNEP)                         | 3              |
| Irlanda (IRMA)                         | 1              |
| Italia (FIMI)                          | 1              |
| Nueva Zelanda (Recorded Music NZ)      | 1              |
| Noruega (VG-lista)                     | 2              |
| Países Bajos (Dutch Top 40)            | 1              |
| Reino Unido (UK Singles Chart)         | 1              |
| Suecia (Sverigetopplistan)             | 1              |
| Suiza (Schweizer Hitparade)            | 1              |
| Europa (European Hot 100)              | 1              |

| País           | Organismo certificador | Certificación    | Ventas    |
| -------------- | ---------------------- | ---------------- | --------- |
| Alemania       | BVMI                   | Disco de Oro     | 250 000   |
| Canadá         | CRIA                   | Disco de Platino | 300 000   |
| Francia        | SNEP                   | Disco de Oro     | 1 450 000 |
| Estados Unidos | RIAA                   | Disco de Platino | 2 000 000 |
| Reino Unido    | BPI                    | Disco de Platino | 1 460 000 |

## Versión de Touché
En 1998 la boy band alemana Touché grabó dos versiones de Y.M.C.A que fueron publicadas en un sencillo comercial: una versión cantada y una versión rap que contó con la colaboración del rapero "Krayzee". Esta última versión fue incluida en el álbum de estudio Kids in America lanzado el mismo año.

### Sencillos
CD Sencillo Hansa 74321 63018 2, 14 de septiembre de 1998
1. «YMCA» (Rap Versión) (Featuring Krayzee) - 3:09
2. «YMCA» (Vocal Versión) - 3:14

CD Maxisencillo Hansa 74321 64048 2, 14 de septiembre de 1998
1. «YMCA» (Rap Versión) (Featuring Krayzee) - 3:09
2. «YMCA» (Vocal Versión) - 3:14
3. «Promise To Believe» - 3:57
4. «I Want Your Body» - 3:19

### Posición en las listas
| Lista (1998) | Máxima posición |
| ------------ | --------------- |
| Alemania     | 31              |
| Austria      | 31              |
| Bélgica      | 10              |
| Suiza        | 23              |